# ブランケンベルヘ
ブランケンベルヘ（オランダ語: Blankenberge [ˈblɑŋkə(m)bɛrɣə]は、ベルギーのウェスト＝フランデレン州に位置する町、ないしそれを中核とする基礎自治体。後者はブランケンベルヘ町とオイトケルケ (Uitkerke) 村から成る。
人口は1万8907人（2010年1月1日）。基礎自治体の総面積は17.41平方キロで、人口密度は1086人/平方キロである。
フランデレンの多くの臨海都市と同じくシーサイドリゾートがあり、国内のみならず近隣諸国からも観光客が訪れる。1933年に完成した、長さ350mもの埠頭もある。

## 祭事
- 謝肉祭のパレード
- マーチングイベント - 5月の最終週末[1]
- クランケンベルヘ
- 花のパレード - 8月の最終日曜日

## ギャラリー

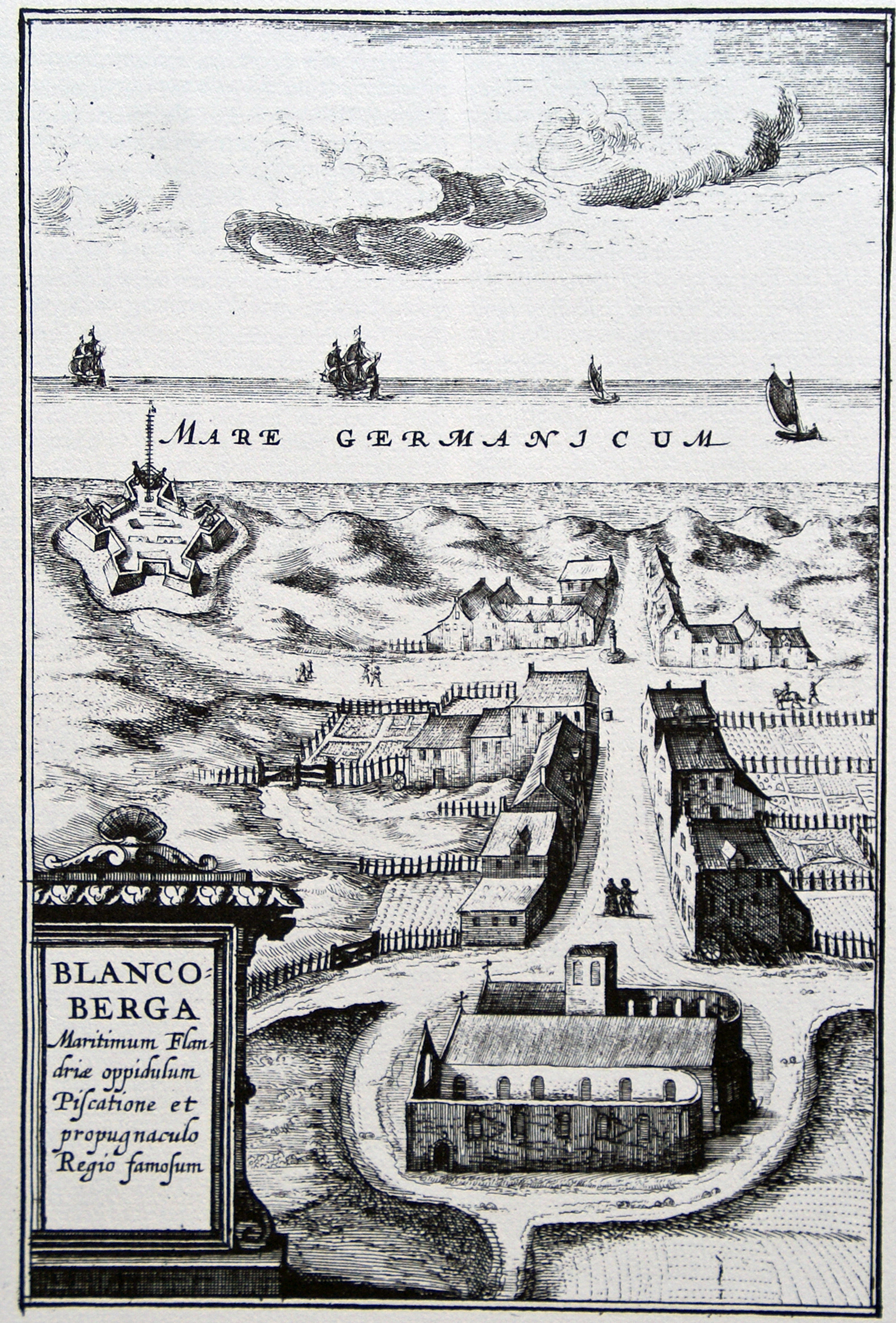
1641年の市街
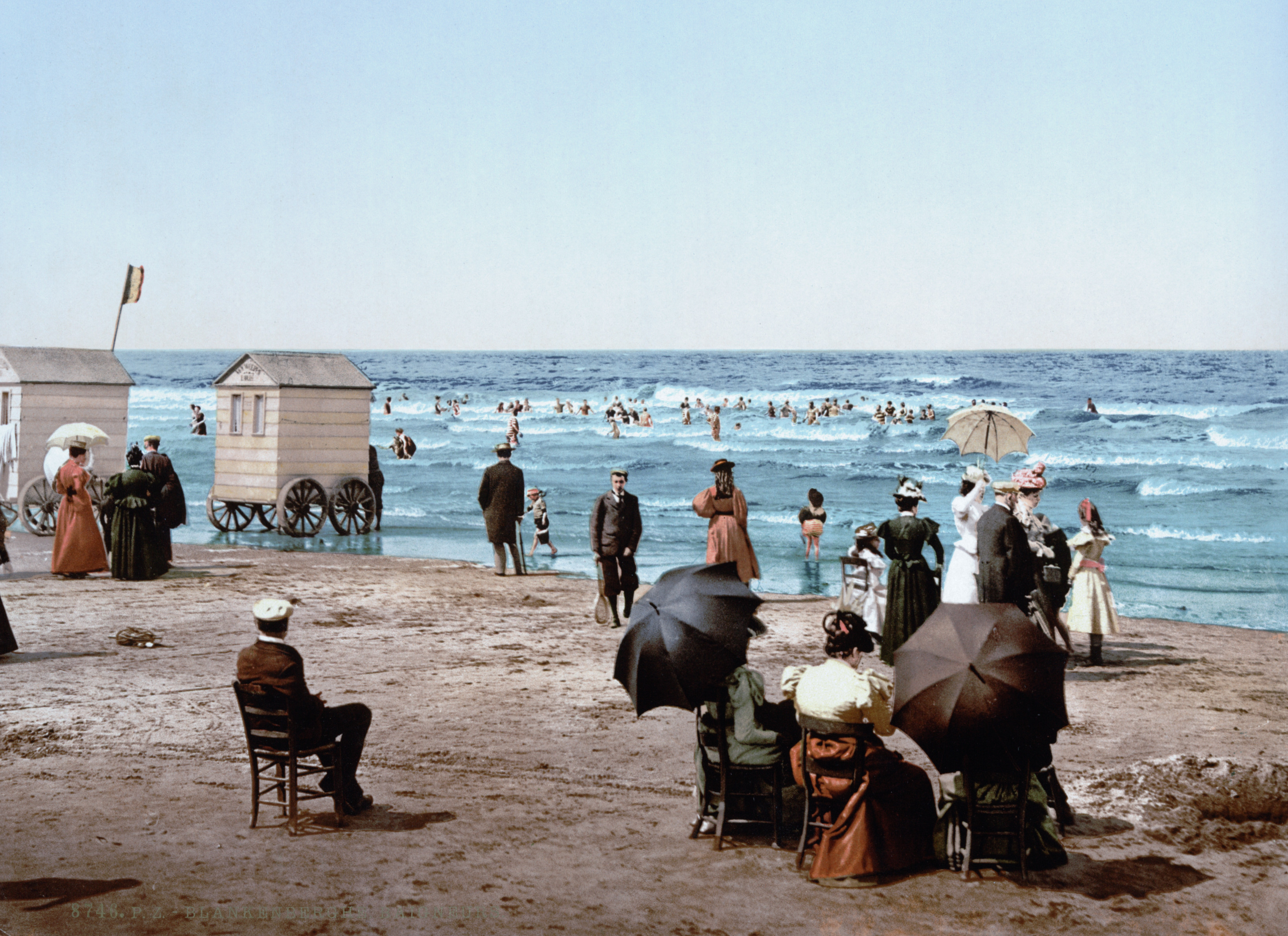
1895年ごろのビーチ
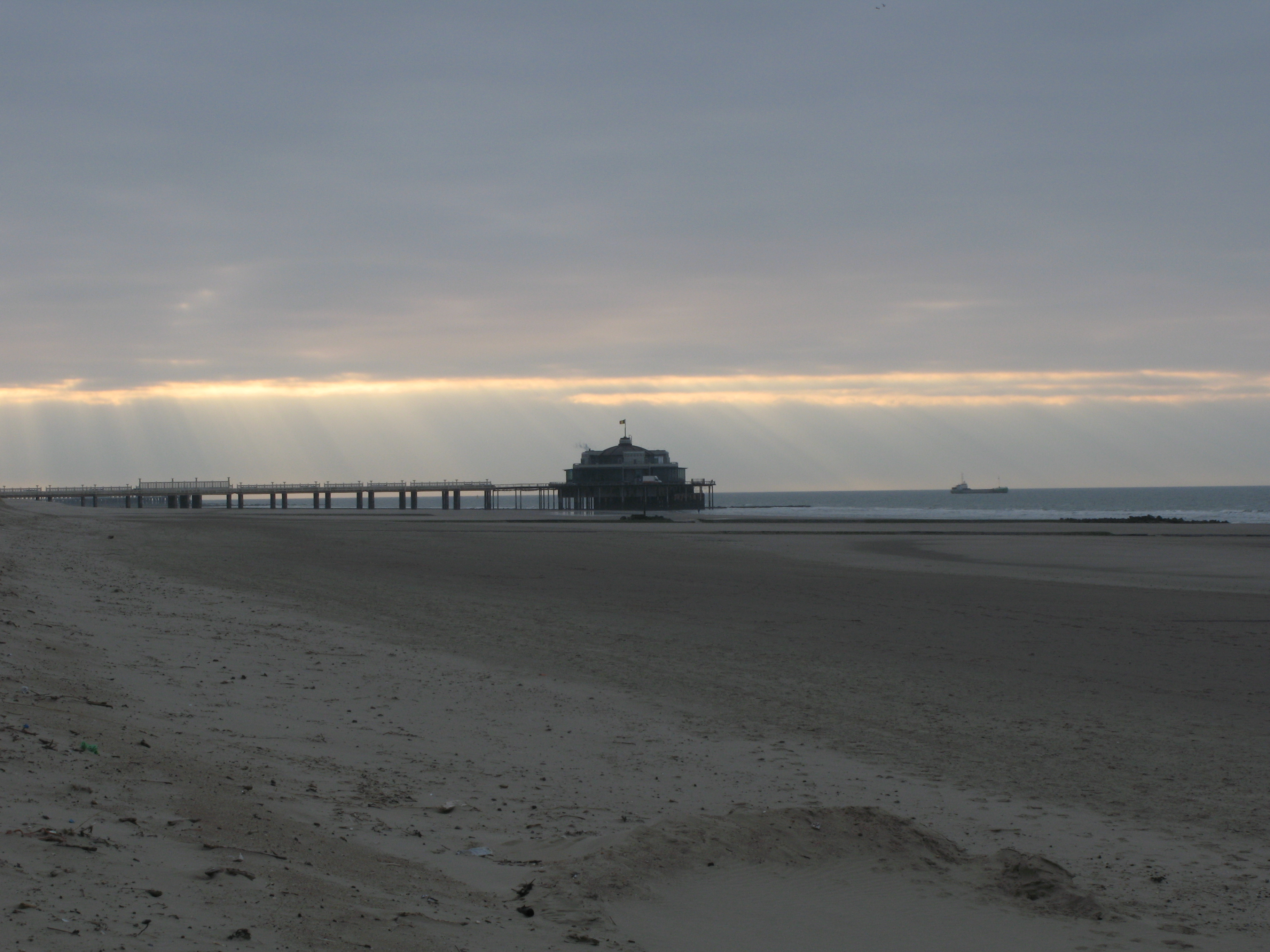
海岸
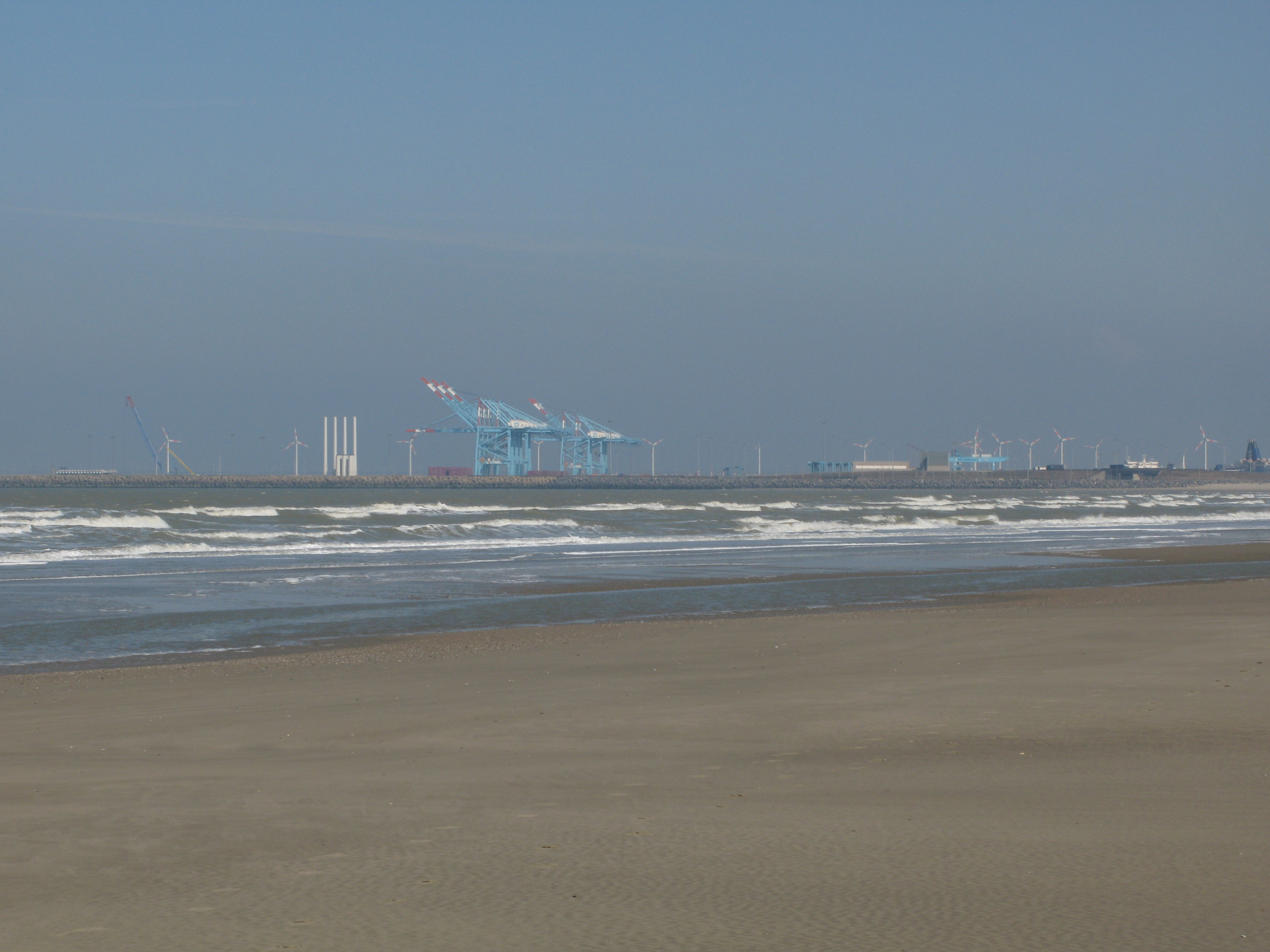
海岸
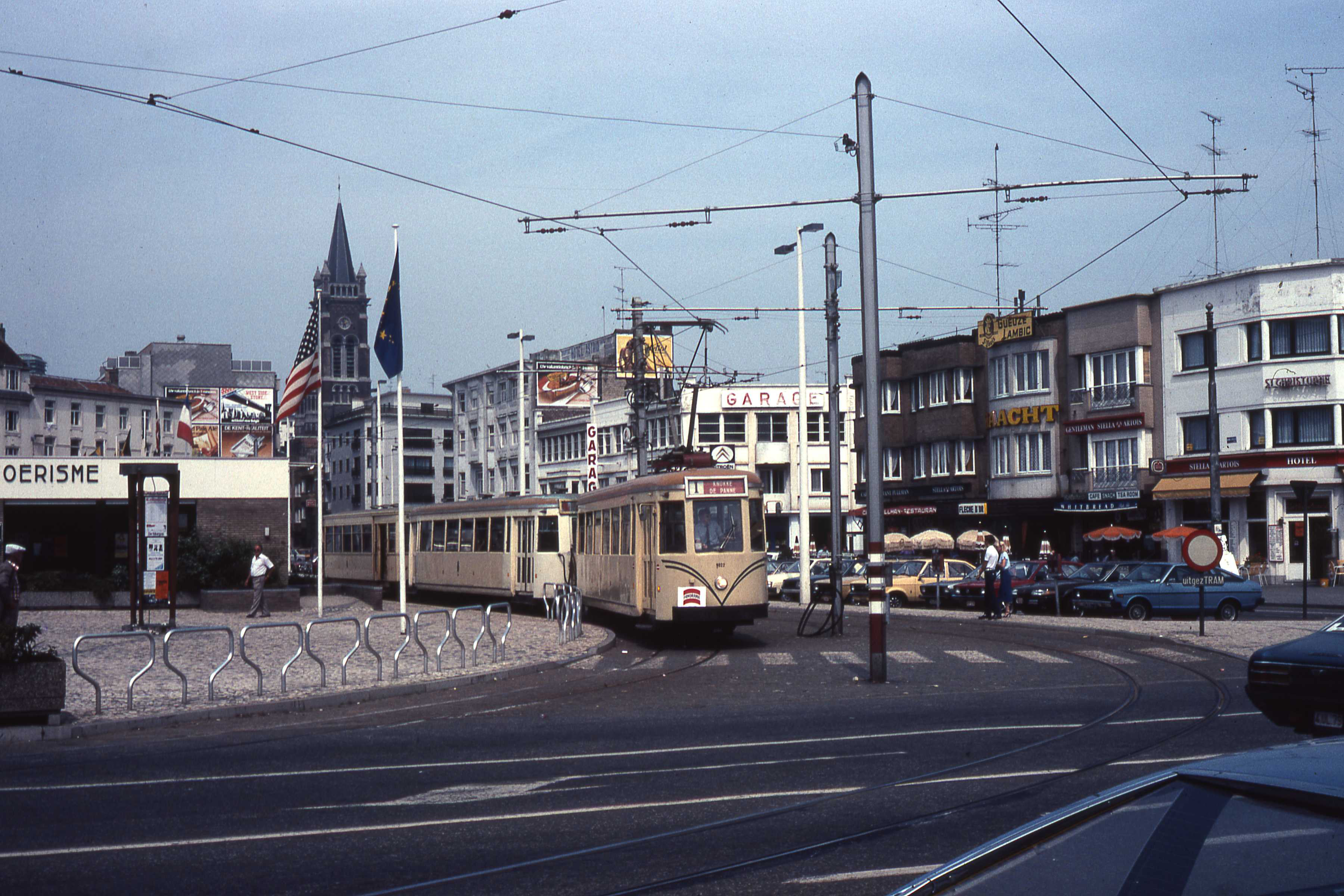
クラシックなトラム（1981年）
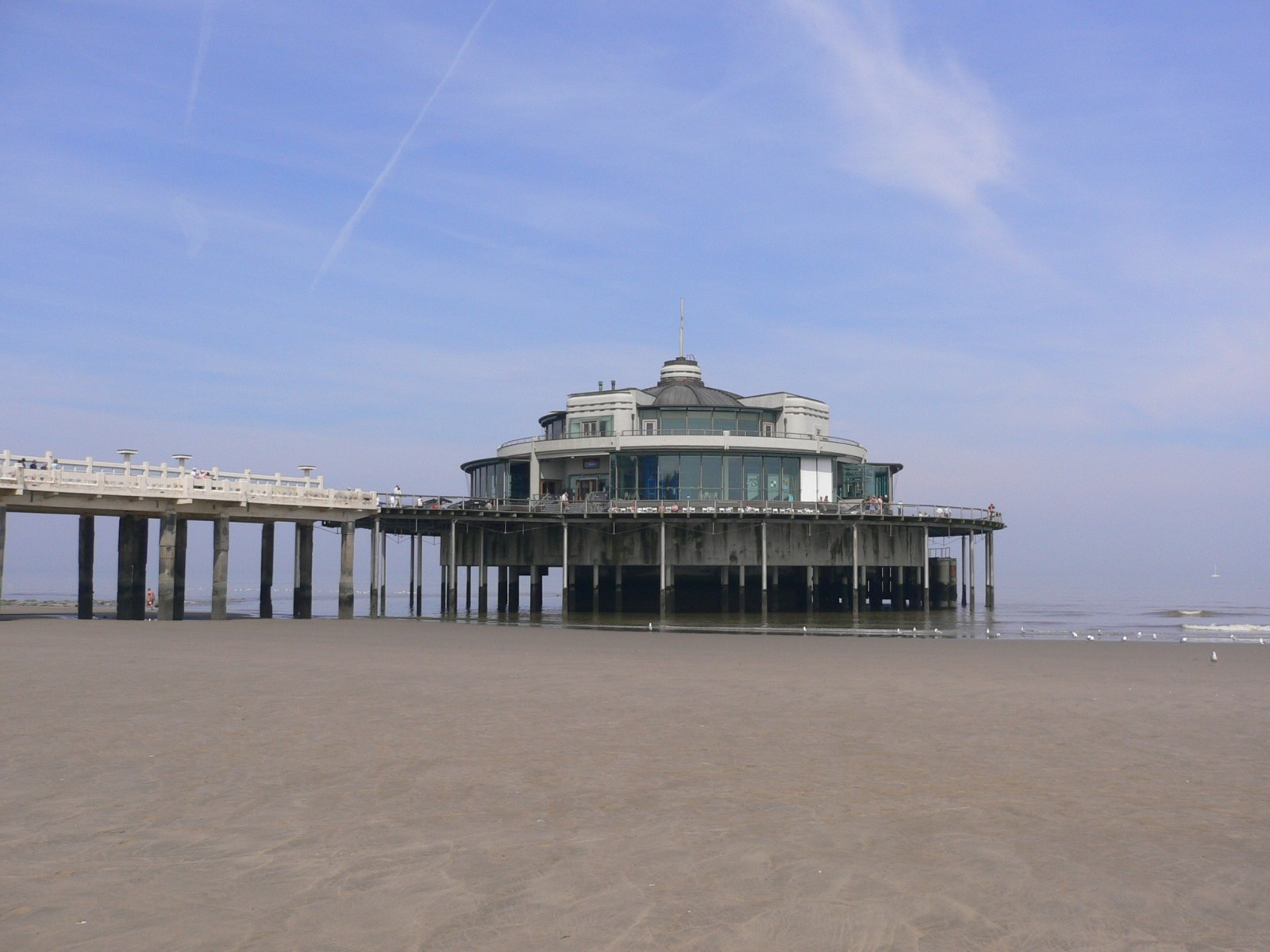
桟橋
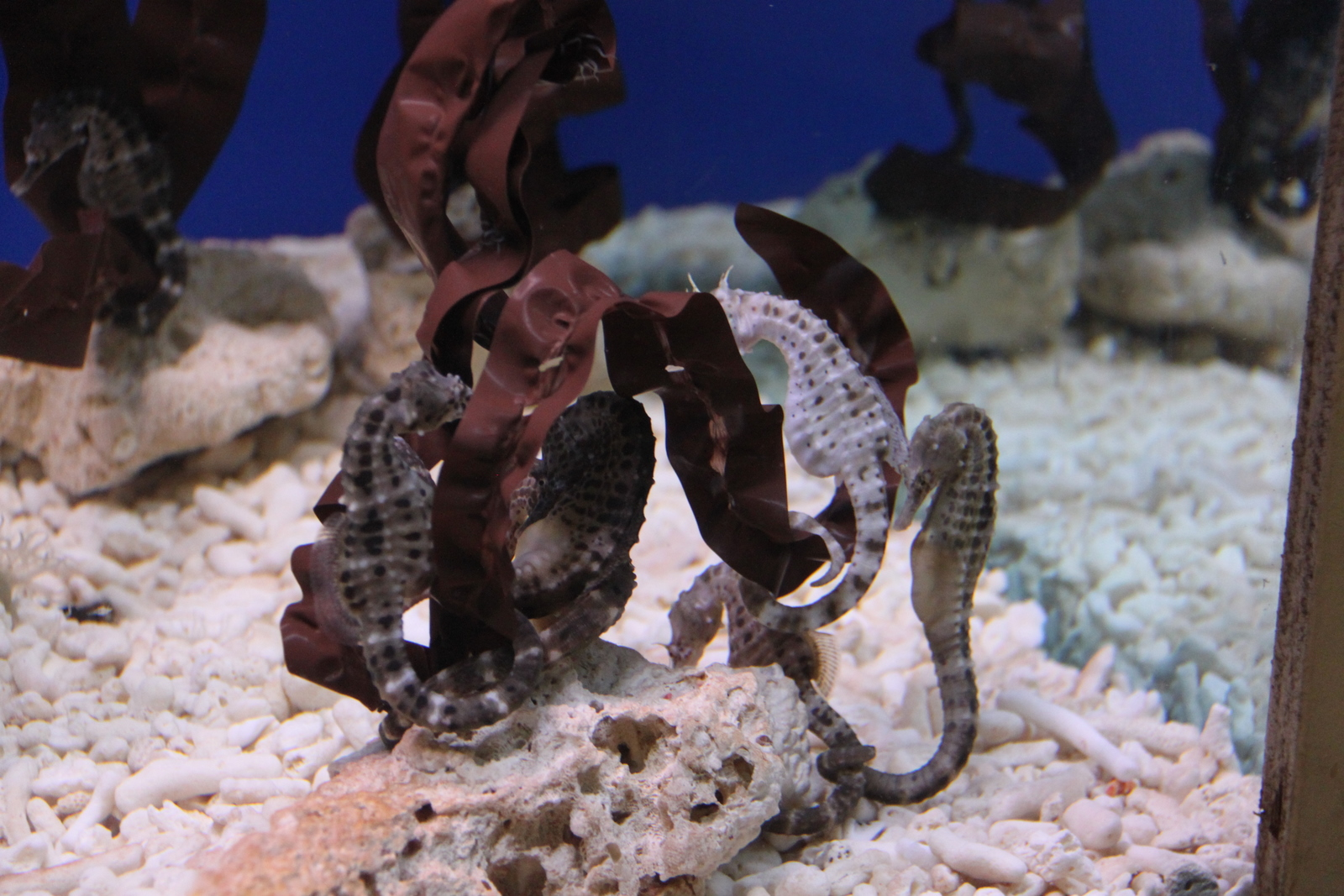
シーライフセンターのタツノオトシゴ

## ゆかりの人物
- アドルフ・オイゲン・フィック - コンタクトレンズの発明家
- フランス・マセレール - 画家、きこり
- リュディ・ピレン[2] - 現代画家
- ブライアン・ファンデンブッシェ - サッカー選手